# 林廷陞
林廷陞（？—？），字彥賓，號師南，福建興化府莆田縣人，軍籍，明朝政治人物。

## 生平
嘉靖四十三年（1564），中甲子科福建鄉試第二十八名舉人，萬曆八年（1580年）庚辰科會試第一百三十名，登三甲第九十九名進士。工部觀政，本年授行人司行人，十三年升任户部主事，奉使榷九江。十六年升户部员外郎，十七年升郎中，十八年升雷州府（今属广东）知府，擒巨寇郑绍龙等数十人，贼党解散。飓风坏海岸，筑长堤卫田万顷。二十三年二月升迁广西按察副使、府江兵备，岑溪瑶乱，督府檄守苍梧，调兵督战，斩获千余人。捷闻，进三品俸。二十六年被弹劾革任。卒年七十七。

## 家族
曾祖林彌著；祖父林思敬，贈承德郎南京戶部主事；父林汝永，字君修，嘉靖壬午举人，曾任思恩、黎平知府、长芦運使，進階嘉議大夫。母陳氏（封安人）。曾孫林嵋，崇祯癸未进士。